# Asamblea de Presidentes de los Colegios Profesionales de Guatemala
La Asamblea de los Presidentes de los Colegios Profesionales de Guatemala es un cuerpo colegiado integrado por todos los Presidentes de los Colegios que existen  y puedan existir en el país. Como entidad es de naturaleza gremial, no lucrativa, apolítica y laica. Además cuenta con personalidad jurídica y patrimonio propio.
La Asamblea de Presidentes de los Colegios Profesionales tiene su sede en el 10º nivel del Edificio de los Colegios Profesionales ubicado en la 0 Calle 15-46 Zona 15, Colonia El Maestro, Ciudad de Guatemala.

## Marco Legal
Las acciones y responsabilidades de esta entidad se rigen, legalmente, por lo siguiente:
- Ley de Colegiación Profesional Obligatoria, Decreto Legislativo 72-2001.
- Reglamento Interno de la Asamblea de los Presidentes de los Colegios Profesionales de Guatemala.
- Reglamento de Apelaciones ante la Asamblea de los Presidentes de los Colegios Profesionales de Guatemala.
- Código Civil.
- Código Penal.

## Órganos
Los órganos de la Asamblea de Presidentes de los Colegios Profesionales de Guatemala son los siguientes:
1. Asamblea General: Es el órgano superior integrado por todos los Presidentes de los Colegios profesionales.
2. Junta Directiva: Es el órgano coordinador de las actividades de la Asamblea de los Presidentes integrado por un Presidente, Vicepresidente, Secretario, Prosecretario y Tesorero.
3. Comisiones: Son órganos permanentes o temporales según sea el caso. Están integradas por tres miembros de la Asamblea de los Presidentes. Cada presidente debe formar parte de una como mínimo. Actualmente existen cuatro comisiones permanentes: Una para planificación y presupuesto, para construcción y mantenimiento, para acreditación y educación continuada y otra para cultura y deportes.

## Funciones
Entre las funciones podemos mencionar las siguientes:
1. Funciones administrativas.
2. Funciones de observación y cumplimiento.
3. Funciones de apelaciones.
4. Otras funciones.